# Lamed
De lamed is de twaalfde letter uit het Hebreeuws alfabet. De lamed wordt uitgesproken als de letter l, zoals in de Hebreeuwse naam Levi: לוי (Hebreeuws wordt van rechts naar links geschreven).
De letters van het Hebreeuws alfabet worden ook gebruikt als cijfers. De lamed is de Hebreeuwse dertig.
De term lammetje werd vroeger gebruikt voor anderhalve gulden als verbastering van lamed oftewel 30 stuivers. Zie ook beisje, joetje en meier.
א · ב · ג · ד · ה · ו · ז · ח · ט · י · כ · (ך) · ל · מ · (ם) · נ · (ן) · ס · ע · פ · (ף) · צ · (ץ) · ק · ר · ש · ת 

alef · beet · gimel · dalet · hee · waw · zajien · chet · tet · jod · kaf · -sofiet · lamed · mem · -sofiet · noen · -sofiet · samech · ajien · pee · -sofiet · tsaddie · -sofiet · koef · reesj · sjien · tav